# Petri Hytönen
Petri Hytönen, född 1963, är en finländsk målare.
Petri Hytönen utbildade sig på Konstindustriella högskolan i Helsingfors 1982-84 och på Bildkonstakademin I Helsingfors 1984-88. Han hade sin första separatutställning på Vanhan galleria i Helsingfors 1986.
Petri Hytönen fick Carnegie Art Awards tredjepris 2000.
Han är gift med konstnären Marika Kaarna, och bor och arbetar i Borgå.
| ”                 | [Petri Hytönen] behärskar suveränt de möjligheter akvareller erbjuder. Med sina stora akvarellers producerar han en illusion, magiskt ljus och ett ögonblick av stämning, men det är endast en bakgrund för hans bildvärld.... ...Hytönen har också lyckats tygla tekniken: i stället för det arbetsdryga laverandet använder han spruta, sina skisser utför han digitalt med en dator. Själva verket uppstår dock som rent handarbete, men akvarellens zenska ögonblick förflyttar sig i hytönisk stil från bågskytte till höjdhopp. | „ |
| – Otso Kantokorpi | |   |

## Offentliga verk i urval
- Kesä 84-36, Uleåborg

Hytönen är representerad vid bland annat Nordiska Akvarellmuseet.